# Heliconius styx
Heliconius styx är en fjärilsart som beskrevs av Friedrich Wilhelm Niepelt 1921. Heliconius styx ingår i släktet Heliconius och familjen praktfjärilar. Inga underarter finns listade i Catalogue of Life.